# 奇特拉库特
奇特拉库特（Chitrakoot），是印度中央邦Satna县的一个城镇。总人口22294（2001年）。

## 人口
该地2001年总人口22294人，其中男性12617人，女性9677人；0—6岁人口4083人，其中男2122人，女1961人；识字率50.27%，其中男性为62.64%，女性为34.14%。